# Pilielmis abdera
Pilielmis abdera là một loài bọ cánh cứng trong họ Elmidae. Loài này được Hinton miêu tả khoa học năm 1971.